# Rouletabille (série télévisée)
Rouletabille est un feuilleton télévisé français en trente épisodes de quinze minutes et en noir et blanc, créé par Bernard Dalbry et Guy Jorré d'après l'œuvre de Gaston Leroux, et diffusé à partir du 3 mars 1966 sur la première chaîne de l'ORTF.

## Synopsis
Ce feuilleton est l'adaptation de trois romans de Gaston Leroux : Le Parfum de la dame en noir, Rouletabille chez le tsar et Rouletabille chez les bohémiens mettant en scène le journaliste Rouletabille.

## Distribution
- Philippe Ogouz : Rouletabille

## Lieu de tournage
Une partie de l'épisode "Le parfum de la dame en noir" a été tourné par Yves Boisset dans le château de Fort La Latte en Bretagne.

## Épisodes
1. Le Parfum de la dame en noir (10 épisodes)[2]
2. Rouletabille chez le Tsar (10 épisodes)
3. Rouletabille chez les bohémiens (10 épisodes)

### Le Parfum de la dame en noir
- Raymond Loyer : Darzac
- Philippe March : Sainclair
- Tanya Lopert : Édith
- Emilio Carrer : Stangerson
- René Lefèvre : Vieux Bob
- Marc Dudicourt : Arthur Rance
- Jacques Marin : Bernier
- Charles Millot : Galitch
- Clément Harari : Brignolles
- Lucien Raimbourg : Père Jacques
- Arlette Gilbert : Mère Bernier
- Pierre Gatineau : Delcourt
- Nicole Maurey : Mathilde
- Tanya Lopert : Édith
- Jean Tissier : Le rédacteur en chef
- Vandat : Walter
- Marc Mazza : Mattoni
- Jean Marconi : Le procureur
- Jacques Galland : Le directeur de la P.J
- Roger Lumont : Le prêtre
- Georges Adet : Le bedeau
- Michel Duplaix : Le 1er douanier
- Michel Barcey : Le 1er journaliste
- Abel Corty : Le 2ème journaliste
- Jean Imbert : Le maharadjah
- Michel Dacquin : Le médecin
- Jean Blancheur : L'assistant du maharadjah
- Albert Litchi : Un homme aux obsèques de Larsan
- Pascal Bressy : L'enfant qui apporte la lettre

### Rouletabille chez le tsar
- Georges Adet : le maréchal de la cour
- Jean-Pierre Andréani : Michel
- Yves Barsacq : Thaddée
- Teddy Bilis : Alexis
- Jean Brassat : Tourine
- Benoît Brione : Gotwinik
- Georges Claisse : Boris
- Hubert de Lapparent : Georgevitch
- Pierre Ferval : Petrovitch
- Julien Guiomar : Trebassof
- Paul Leperson : Rudenko
- Jean Obé : le Tsar
- Claudine Raffalli : Anouchka
- Paloma Matta : Natacha
- Maria Meriko : Matrena
- Pierre Meyrand : Gradazof
- Christine Simon : Catherina
- Georges Staquet : Touman
- Jacques Thiéry : le consul de France
- Michel Thomass : Dimitri
- André Thorent : Gounowsky
- Jean Tissier : le directeur du journal
- Pierre Tornade : Koupriane
- Julien Verdier : le docteur
- Gérard Hardy : le deuxième homme

### Rouletabille chez les bohémiens
- Tania Balachova : Zina
- Fernand Bellan : Methamis
- Henri Virlojeux : Féodor
- Caroline Cellier : Odette
- Jean Daniel : Lavardens
- Jacques Destoop : Hubert
- Gilles Guillot : Fabien
- Judith Magre : Callista
- Max Montavon : Bartholasse
- Bernard Musson : Coesdre
- Fred Pasquali : Crouzillat
- Henri Piégay : Jean
- Piéral : Olajaï
- Jacques Richard : Andréa
- Jacques Robiolles : Tournesol
- Annie Savarin : Estève

## Produits dérivés
Philippe Ogouz et le compositeur Jacques Loussier publient par la suite un 45 tours comprenant six chansons inspirées par la série. La pochette met en vedette le château de Fort La Latte, et comprend les titres suivants :
- Thème de Rouletabille (1:11)
- Natacha (1:34)
- Chez le Tsar (1:32)
- Rouletabille chez les Bohémiens (1:37)
- Arrivé en Russie (1:35)
- Soirée d'adieu (1:35)